# Suez (gouvernement)
Suez (As Suways, Arabisch: السويس) is een gouvernement van Egypte in het noorden van het land. Het zuidelijk deel van het Suezkanaal loopt erdoorheen. Het gouvernement heeft een oppervlakte van bijna 18.000 vierkante kilometer en had eind 2006 ruim 510.000 inwoners. De hoofdstad van het gouvernement is Suez. In het gouvernement Suez zijn vijf havens gelegen.